# Plesala je eno samo poletje
Plesala je eno samo poletje (švedsko Hon dansade en sommar) je švedski črno-beli romantično-dramski film iz leta 1951, ki ga je režiral Arne Mattsson po scenariju Volodje Semitjova in Olleja Hellboma. Temelji na istoimenskem romanu Pera Olofa Ekströma iz leta 1949, v glavnih vlogah nastopajo Ulla Jacobsson, Folke Sundquist, Edvin Adolphson in John Elfström. V času premiere je film povzročil polemiko v ZDA zaradi golih prizorov, kar je ob filmu Poletje z Moniko Ingmarja Bergmana iz leta 1953 pripomoglo k slovesu Švedske kot spolno osvobojene države. Zaradi prizorov golega plavanja in spolnosti z bližnjimi prizori prsi ter tudi prikaza vikarja kot glavnega negativnega lika je bil film prepovedan v Španiji in več drugih državah.
Film je bil premierno prikazan 17. decembra 1951 v švedskih kinematografih. Kot prvi švedski film je osvojil zlatega medveda za najboljši film na Berlinskem filmskem festivalu, nominiram pa je bil tudi za zlato palmo za najboljši film na Filmskem festivalu v Cannesu, kjer je osvojil nagrado za najboljšo filmsko glasbo.

## Vloge
- Ulla Jacobsson kot Kerstin
- Folke Sundquist kot Göran
- Edvin Adolphson kot Anders Persson
- Irma Christenson kot Sigrid
- John Elfström kot vikar
- Nils Hallberg kot Nisse
- Gunvor Pontén kot Sylvia
- Berta Hall kot Anna
- Axel Högel kot Kerstinin dedek